# 255 (szám)
A 255 (kétszázötvenöt) a 254 és 256 között található természetes szám.

## A matematikában
Szfenikus szám.
Ikozaéderszám.

## Az informatikában
- Az 1 bájtos előjel nélküli egész számok közül a legnagyobb.